# 陽極
陽極（英語：anode）是电池或电解池中进行氧化反應的電極。相对地，陰極（英語：cathode）是电池或电解池中进行還原反應的電極。
英文 anode 和 cathode 是法拉第在威廉·惠威爾的協助下发明的词，anode 表示“发生氧化反应的电极”（或者失去电子的电极），相当于中文的“阳极”或“氧化极”。相反地，cathode 则表示“发生还原反应的电极”（或者得到电子的电极），相当于中文的“阴极”或“还原极”。
|  |  |

## 与正极和负极的关系
英汉字典中，anode 译成“阳极”或“正极”，cathode 译成“阴极”或“负极”。但是在化学和电学领域中，阳极和正极、阴极和负极的概念与原理是有区别的。
在电学和化学领域（电池、电路、阴极射线管等等）中，正极表示“电势高的电极”，负极表示“电势低的电极”，分别与英语的  和  对应。但是对于阳极和阴极而言，阳极永远发生氧化反应，阴极永远发生还原反应。根据这一规律，进行示意图解分析如下：
根据电池放电的示意图，图中的电流方向与电子流动方向可以任意设定。在图示的情况下，1端为电子流入的方向，2端为电子流出的方向，相应地，1端为电流流出的方向，2端为电流流入的方向。根据失电子价态升高被氧化、得电子价态下降被还原的原则，以及流出电流则电势高为正极及流入电流则电势低为负极的原则，可以判断1端为正极（电势高）和阴极（被还原），而2端为负极（电势低）和阳极（被氧化）。
根据充电的图示情况，与充电情况互为可逆反应，则2端得电子被还原，为阴极，1端失电子被氧化，为阳极。另一方面，原本2端为负极，1端为正极。

从以上分析可以看出：
电池在放电时，阳极相当于负极，阴极相当于正极；
而电池在充电时（相当于电解池），阳极相当于正极，阴极相当于负极。
也就是说，阳极、阴极与电极的正或负没有必然的关系。

## 备注
1. ↑  剑桥词典解释 anode：one of the electrodes (= objects that electricity moves through) in a piece of electrical equipment. The anode is the negative electrode in a battery and the positive electrode in an electrolytic cell.